# Graciliclava costata
Graciliclava costata é uma espécie de gastrópode do gênero Graciliclava, pertencente a família Horaiclavidae.